# 慈照寺

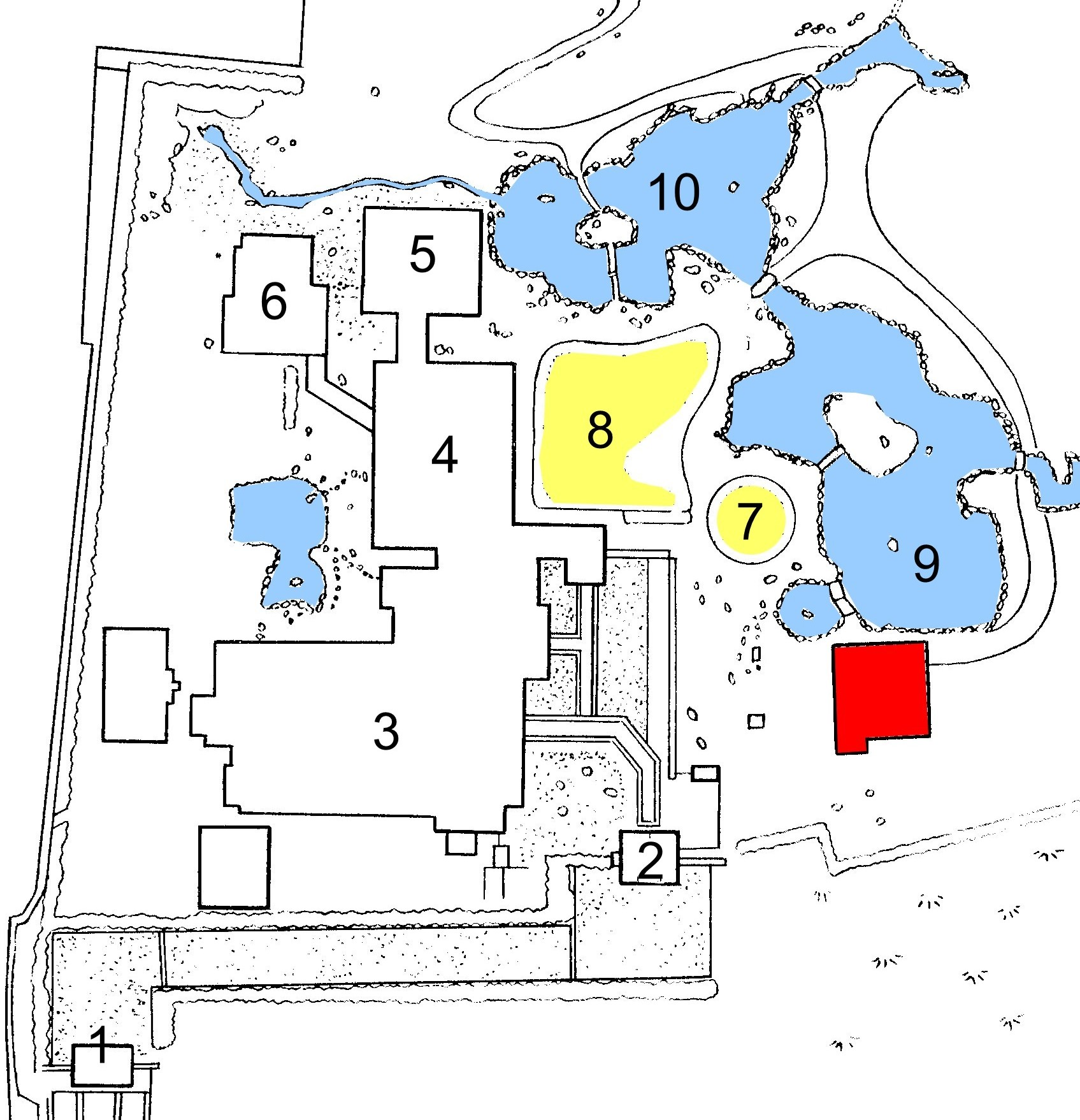
境内図 1.総門、2.中門、3.庫裡、4.方丈（本堂）、5.東求堂、6.弄清亭、7.向月台、8.銀沙灘、9.錦鏡池、10.白鶴島、赤色は銀閣。

慈照寺（じしょうじ）は、日本の京都市左京区銀閣寺町にある臨済宗相国寺派の寺院。大本山相国寺の境外塔頭。山号は東山（とうざん）。本尊は釈迦如来。観音殿（銀閣）から別名、銀閣寺（ぎんかくじ）として知られている。正式には、東山慈照禅寺（とうざんじしょうぜんじ）と号する。開基（創立者）は足利義政、開山は夢窓疎石とされているが、夢窓疎石は実際には当寺創建より1世紀ほど前の人物であり、勧請開山である。
「古都京都の文化財」の一部としてユネスコ世界遺産に登録されている。銀閣は、金閣、飛雲閣（西本願寺境内）とあわせて京の三閣と呼ばれる。

## 歴史
文明5年（1473年）、室町幕府の第8代将軍・足利義政は子の足利義尚に将軍職を譲り、文明14年（1482年）から東山の月待山麓に東山山荘（東山殿）の造営を始めた。この地は、応仁の乱で焼亡した浄土寺（現・浄土院）のあったところであり、近代以降も左京区浄土寺の地名が残っている。義政が山荘造営を思い立った当初（1465年）は、実際の造営地の約1キロメートル南、南禅寺子院の一つであった恵雲院（戦国時代に廃寺）の所在地を考えていたが、応仁の乱後に変更された。元々は祖父で第3代将軍足利義満が北山殿（後の鹿苑寺）を造営して将軍職を譲った子の足利義持を後見したように、義政も養子となっていた弟の足利義視を後見する場として山荘造営を計画したもので、応仁の乱を経て後継者が実子の義尚と確定した後もその考え方は変わっていなかったとみられている。        
当時は応仁の乱が終了した直後であり、京都の経済は疲弊していたが、義政は各地の守護大名に費用の負担を命じ、土岐成頼・赤松政則・山名政豊・朝倉氏景らが負担に応じたことが記録され、朝倉の場合は三千人を連れて上京し作業に協力したとされ、小早川・吉川といった地方領主も資金を提供、寺社も庭石・庭木を供出し、さらに将軍家の御料所の一部が山荘造営のために振り分けられたが、決して十分ではなかった。そのため、庶民に段銭（臨時の税）や夫役（労役）を課して東山殿の造営を進め、義政自身は書画や茶の湯に親しむ風流な隠栖生活を送っていた。造営工事は義政の死の直前まで8年にわたって続けられたが、義政自身は山荘の完成を待たず、工事開始の翌年である文明15年（1483年）にはここに移り住んでいた。東山殿には会所、常御所、釣秋亭、竜背橋、泉殿、西指庵、漱せん亭、超然亭などの大規模な建物が建ち、義満の北山殿ほどではないが、ある程度政治的機能も持っていた。ただし現存する当時の建物は銀閣と東求堂（とうぐどう）のみである。
延徳2年（1490年）2月、同年1月に死去した義政の菩提を弔うため東山殿を禅寺に改め、相国寺の末寺として創始されたのが慈照寺である。寺号は義政の院号である慈照院殿にちなみ「慈照院」とされたが、翌年「慈照寺」に改められた。義政の遺言によれば、西指院の書院に影像と安置して床下に遺骨を葬るように指示していたが、平安時代以来の天台宗の寺院であった浄土寺の土地に東山殿を造営したことに反発していた延暦寺が強く抵抗した。このため、相国寺大徳院に影像と遺骨を安置し、こちらを新しい「慈照院」とした。なお、造営自体が完了したのは義政死去後である。
戦国時代中期の天文19年（1550年）には、第12代将軍・足利義晴とその子で第13代将軍・義輝により、慈照寺の裏山に中尾城が築かれ（短期間で廃城）、末期には前関白近衛前久の別荘にもなったが、これは慈照寺6世の陽山瑞暉が前久の弟だったことによる。前久の薨去後の法名は東求院龍山空誉であった。前久の死後は再び相国寺の末寺として再興された。
1952年（昭和27年）3月29日には庭園が、国の特別史跡および特別名勝に指定された。1994年（平成6年）12月17日には「古都京都の文化財」として ユネスコ世界遺産に登録されている。
かつて浄土寺の鎮守社で、後に慈照寺の鎮守社となった八神社が境内地の北にある。

## 観音殿（銀閣）

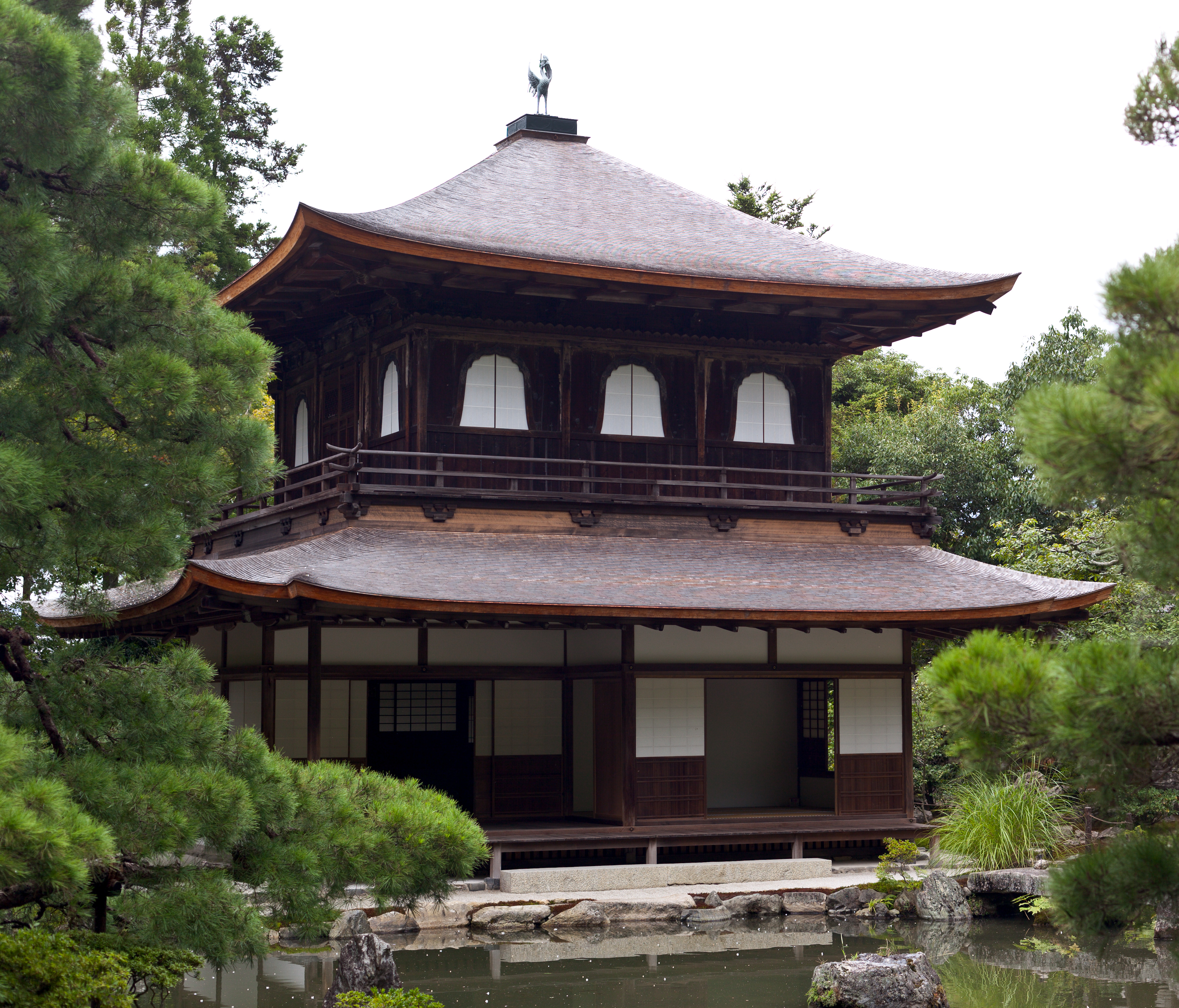
銀閣（東正面）

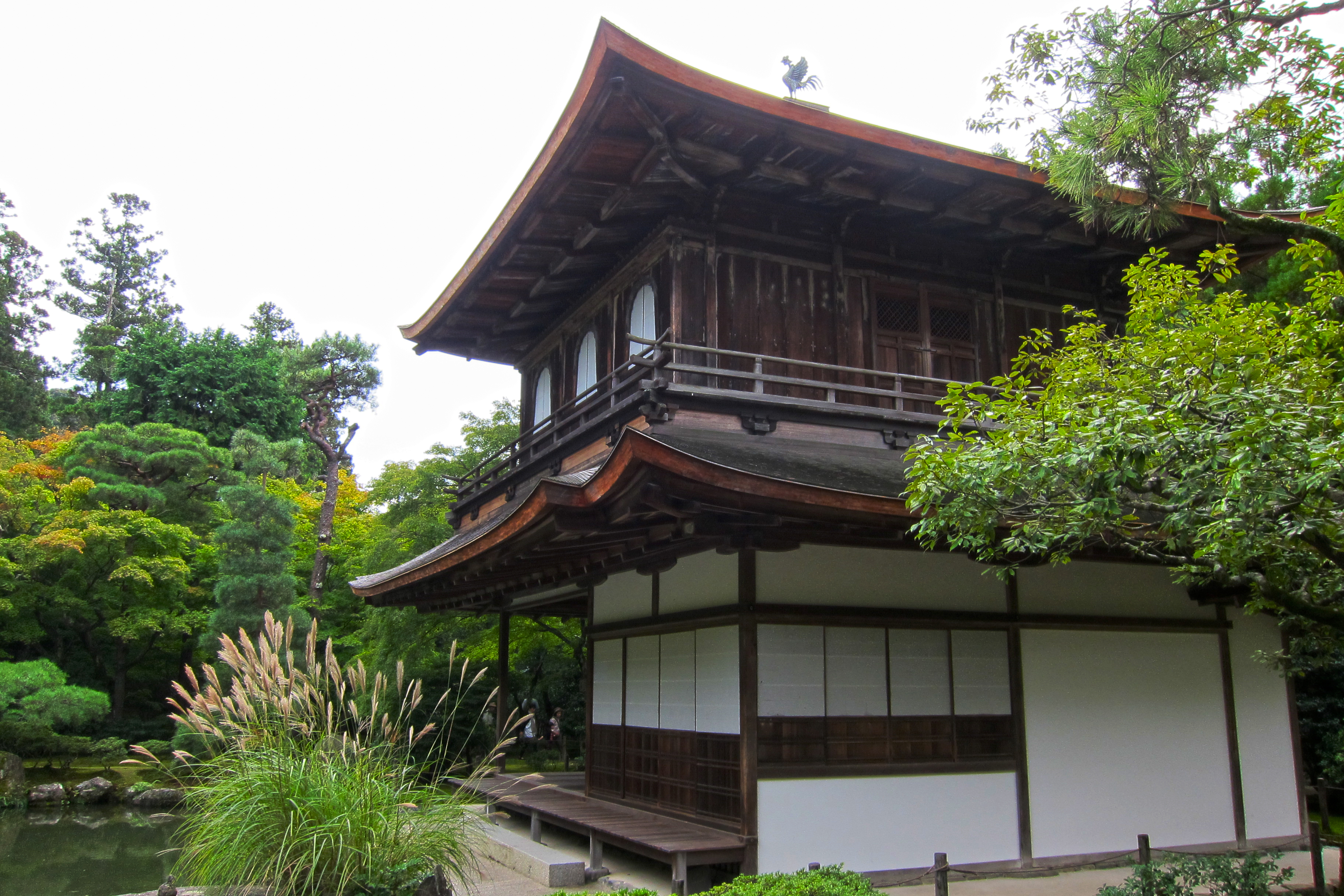
銀閣（北東から）

慈照寺観音殿（以下「銀閣」と表記）の建築形式、間取り等については以下のとおりである。銀閣は木造2階建ての楼閣建築で、慈照寺境内、錦鏡池（きんきょうち）の畔に東面して建つ。長享3年（1489年）の上棟である。屋根は宝形造、杮葺で、屋頂に銅製鳳凰を置く。ただし、古記録や名所図会によれば、18世紀後半頃までは鳳凰ではなく宝珠が置かれていた。
鹿苑寺舎利殿（金閣）が文字通り金箔を貼った建物であるのに対し、銀閣には銀箔は貼られておらず、貼られていた痕跡もない。これには色々な説がある。上層は当初は内外とも黒漆塗であった。初層の平面規模は東面および西面が8.2メートル、北面が7.0メートル、南面が5.9メートルである（西面の北寄りに勝手口が突出しているため、北面は南面より1メートルほど長くなっている）。
初層は「心空殿」と称し、住宅風の造りになる。初層東側には落縁が設けられ、軒も二軒（ふたのき）となり、こちら側が正面であることを示している。初層の南半部（正面から見て左側）は、手前を4畳大の吹き放しの広縁とし、その奥を8畳大の仏間とする。仏間は板敷で、天井は吹き寄せ格天井とする。初層の北半部は手前が畳敷の6畳、その奥は3畳大の板敷の小室が南北に並ぶ。このうち北側の室には上層への階段と勝手口、南側の室には押入がある。階段は上層の北側の回縁に通じている。なお、この3畳間2室は部屋としての役割が曖昧であるうえに後世の改造の痕跡があり、当初とは間取りや階段の位置が異なっているとみられる。
初層の外周は、南面と西面は腰壁入りの障子窓とし、北面は東半部が腰壁入りの障子窓、西半部は土壁とする。仏間正面と6畳間正面は腰高障子を入れ、広縁・6畳境は杉戸を用いる。上層は「潮音閣」と称し、初層とは異なって禅宗様の仏堂風に造る。柱間は東西南北とも3間で、内部は仕切りのない1室で観音菩薩坐像を安置し、四周に縁と高欄をめぐらす。創建当初の上層は内外とも黒漆塗で、軒下には彩色があったことが痕跡から判明している。
鹿苑寺金閣の三層が東西南北とも同形式で、柱間も等間隔に割り付けているのに対し、銀閣の上層は東面と西面のみ形式が同一で、南面と北面は異なっている。金閣の三層は4面の中央に戸を設けるが、銀閣の上層は南面と北面のみに桟唐戸を設ける。上層南面は中央間を桟唐戸、両脇間を花頭窓とする。北面は中央間が桟唐戸、両脇間は窓がなく板壁である。東面と西面には出入口はなく、3間とも花頭窓とする。柱間寸法は、東面と西面が3間を等間隔に割り付けるのに対し、南面と北面は戸の立つ中央間を両脇間より広く取る。東面と西面は、桁を支える主要柱の外側に張り出しを設けており、そのため、回縁は東側と西側において幅が狭くなっている。前述の花頭窓はこの張り出し部に設けられている。東西の張り出し部は、室内では造り付けの腰掛となっている。
二層内部は板敷、格天井の1室で、西寄りに須弥壇を置き、観音菩薩坐像（洞中観音）を東向きに安置する。上層の建築様式は禅宗様を基調とするが、縁の高欄は和様の刎高欄である。初層は東を正面とし、上層の観音菩薩像も東向きに安置されているが、上層では南面と北面のみに戸があり、正面にあたる東面には出入口がない。以上のような上層の状況をみれば、上層は桟唐戸のある南面が正面とみなされ、当初は銀閣の南側に池があり、池を挟んで南側から観音像を拝する形であったと推定されている。銀閣はこのような変則的な形式をもつことに加え、部材にみる改造の痕跡から、かつて別の場所に建てられていたものが移築改造されたものである、とする説もある。ただし、2009年（平成21年）に行われた発掘調査によって、現・銀閣の下で室町時代の整地層と石列が確認され、銀閣は創建時の位置から移動していない可能性があるとの調査結果が公表された。
金閣になぞらえて慈照寺観音殿が銀閣と呼ばれるようになったのは江戸時代以降のことである。万治元年（1658年）に刊行された『洛陽名所集』などの文献に「銀閣寺」の名前が見られる。
金閣と通称される鹿苑寺舎利殿には金箔が貼り付けられているのに対し、銀閣と通称される慈照寺観音殿には外壁に黒漆は塗られているが銀箔は使用されていない。「当初は名前のとおり銀箔を貼る予定だったが、幕府の財政事情のためにできなかった」という説や、「銀箔を貼る予定であったが、その前に義政が他界してしまった」という説、「外壁の漆が日光の加減で銀色に輝いて見えたから」という説がある。また、「当初は銀で覆われていたが、剥がれ落ちてしまった」という説もあったが、2007年（平成19年）1月5日に行われた科学的調査によって創建当時から銀箔が貼られていなかったことが明らかになっている。なお、義政の妻・日野富子は資金援助を一切しなかったともいわれている。
屋根は約30年ごとに葺き替えられている。2008年（平成20年）2月から2010年（平成22年）3月まで、杮葺の屋根の葺き替えや柱や壁など傷んだ部材の交換、耐震補強、2階の潮音閣内部に黒漆を塗るといった、大正初期以来の大規模な修復作業が行われた。
修復に際し、京都府教育委員会は老朽化を防ぐために銀閣の外壁に黒漆を塗り創建当時の姿に戻すことを提案したが、所有者である慈照寺の意向により現在の外観を維持する方針で修理が行われることになった。また、工事と同時に調査も実施され、1階の「心空殿」からは創建当時のものとみられる仏像を安置するための「仏間構え」の痕跡や、2階の外壁の軒下部分からは花などの模様をかたどった赤や青に彩色された跡も見つかった。総事業費は約1億4000万円。修復終了後の2010年（平成22年）4月12日、住職の有馬頼底らによって落慶法要が営まれた。

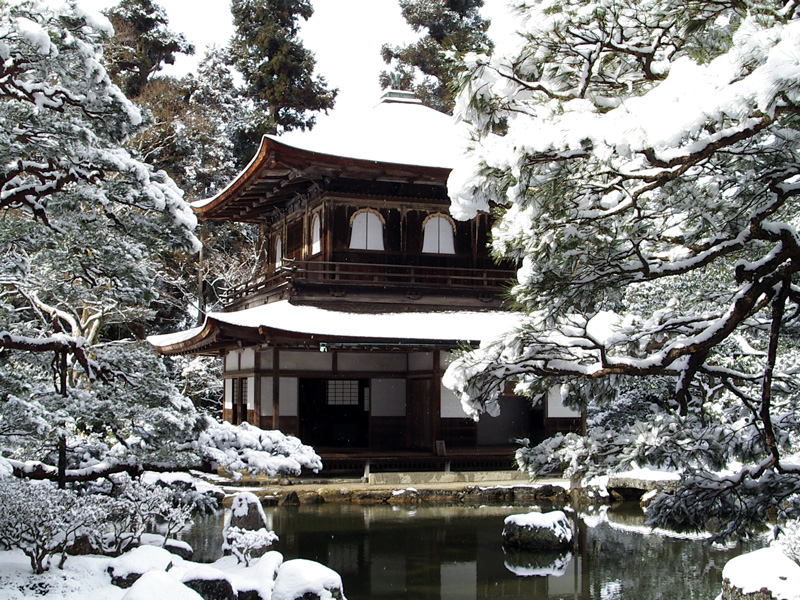
銀閣雪景
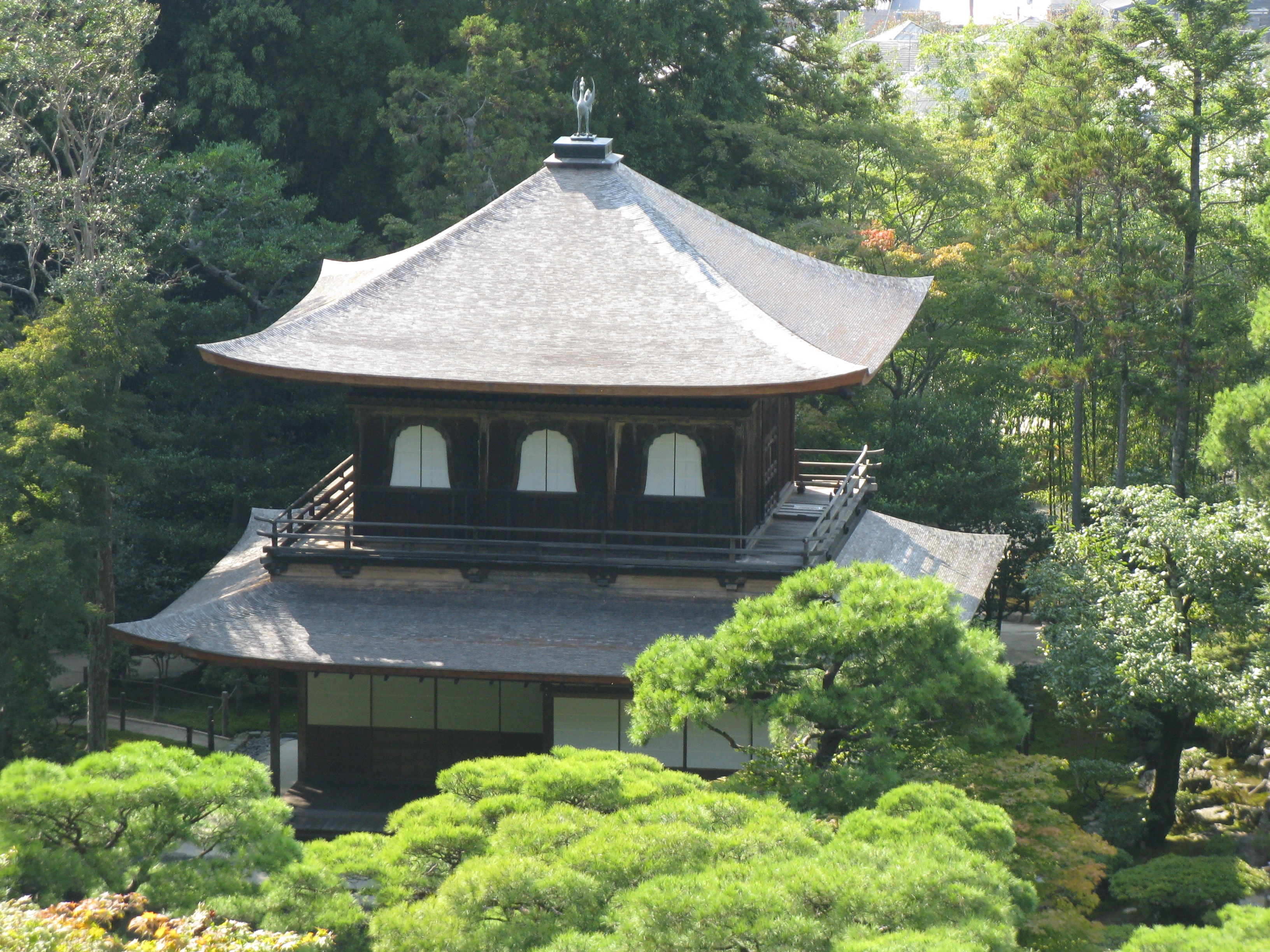
銀閣（東正面の俯瞰）
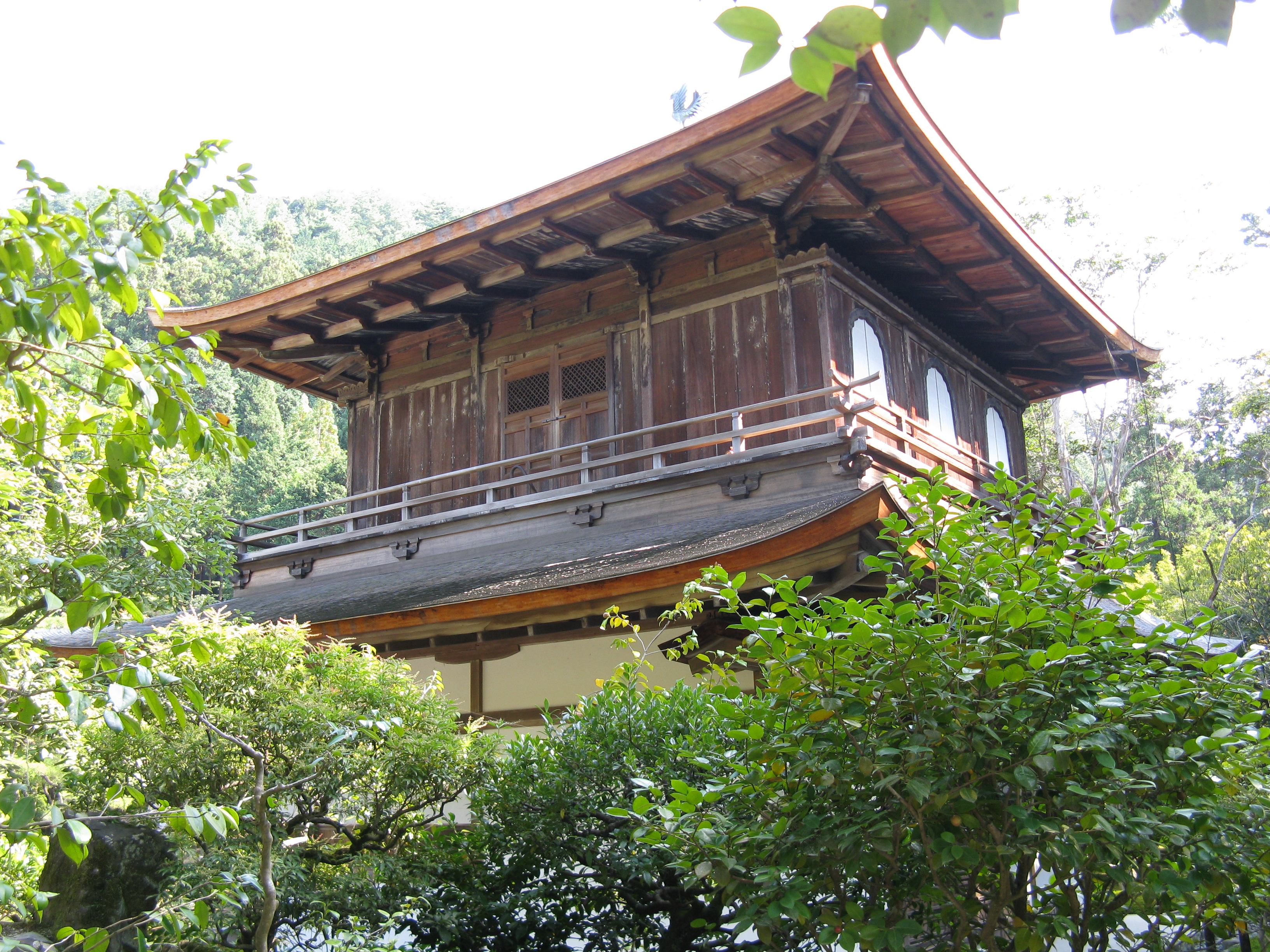
銀閣（北面）

## 東求堂

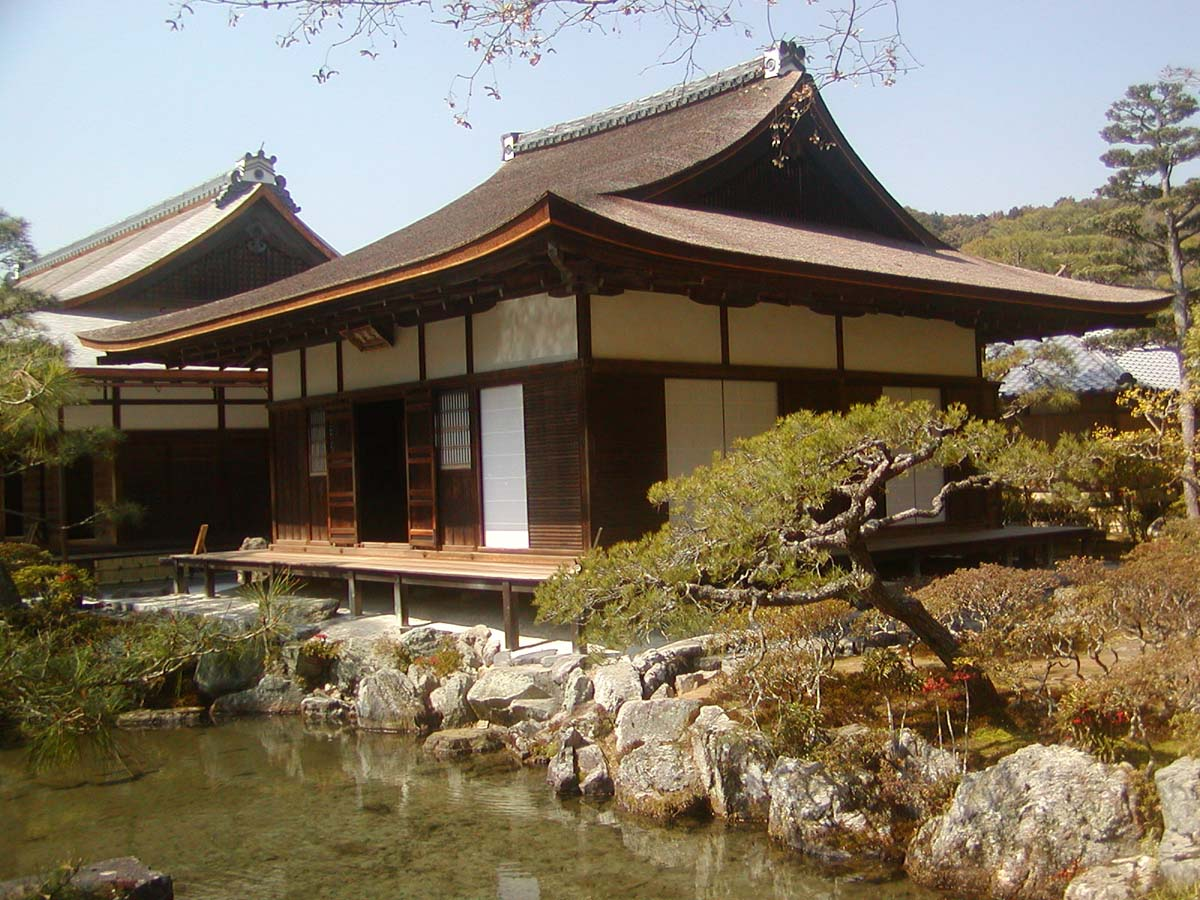
東求堂

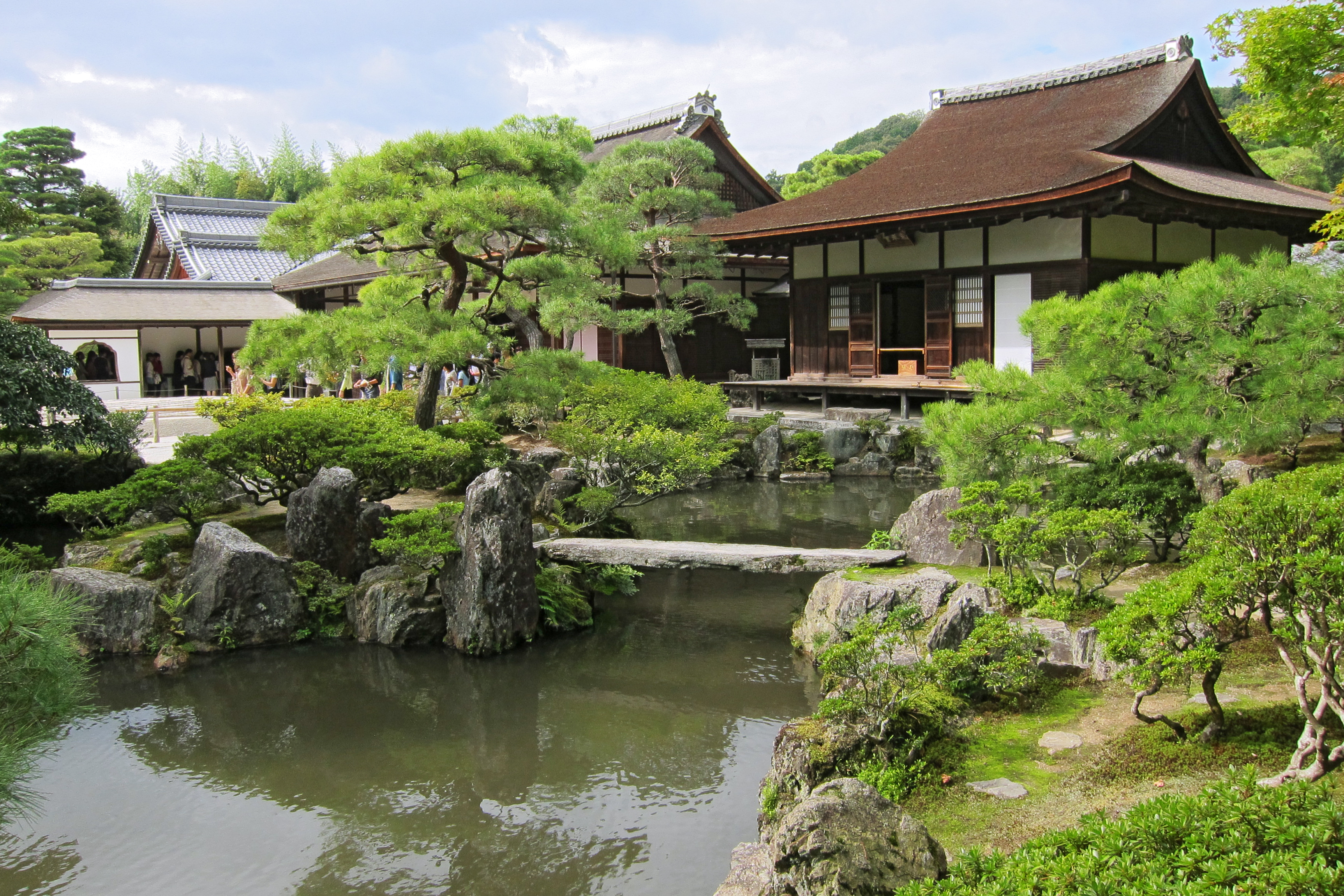
東求堂と庭園

東求堂（とうぐどう）は一重入母屋造、檜皮葺で、文明18年（1486年）の建立である。軒は疎垂木、組物は舟肘木を用いる。義政の持仏堂として建立されたものであるが、様式的には住宅建築の要素が強い。
平面は正方形で、東西南北の各面とも6.9メートル、三間半四方の規模である（ここで言う「間」は畳の長辺の長さ）。南を正面とし、内部は4室に分かれる。正面側は西（向かって左）を8畳大の仏間、東を縦4畳の室とする。奥側は西が6畳、東が「同仁斎」と呼ばれる4畳半の書斎である。仏間は床を板敷、天井を折上小組格天井とする。他の3室は畳敷で天井は棹縁天井とし、室境はいずれも襖とする。
仏間は正面奥に須弥壇を設け、阿弥陀如来立像を安置。西側は襖の奥に位牌棚を設け、南寄りに法体の足利義政像を安置する。仏間の襖は現在は白紙が貼られているが、当初は狩野正信筆の十僧図があった。東求堂の西側外面、仏間の外にあたる位置では外壁の一部が床の間状に後退し、その部分が縁に面した腰掛になっている。これは1964年 - 1965年（昭和39年 - 40年）の解体修理時に復元したものである。『蔭涼軒日録』に「西向きの床」と記されていたものがこの腰掛にあたる。仏間正面は中央間を桟唐戸両開き、その両脇を連子窓に腰板壁とするが、それ以外の堂の外面は舞良戸か壁とする。
東北に位置する4畳半（同仁斎）は、北面の左側に半間幅の違棚、その右に一間幅の書院（出文机）を設ける。棚と書院は回縁に張り出す形で設けられ、書院部分の外側は舞良戸、内側は明障子とする。この棚と書院はこの種の座敷飾りとしては現存最古のもので、違い棚、付け書院という座敷飾りが床の間として定型化する以前の、書院造の源流といえるものである。
解体修理時に同仁斎の部材から「いろりの間」の墨書が見つかっており、当初は室内に炉が切られ、茶を点てていたとみられる。茶道史では江戸時代以来、同仁斎は四畳半茶室の始まりと伝えられており、堀口捨己は『君台観左右帳記』に描写される同仁斎の座敷飾りを論拠として義政時代の同仁斎茶室説を支持している。
「東求堂」と「同仁斎」の名は義政の命で横川景三（おうせんけいさん）が撰した候補のなかから義政が選んだもので、「東求堂」は「東方の人、念じて西方に生ずるを求む」（六祖壇経）、「同仁斎」は「聖人は一視して同仁」（韓愈）を出典とする。
扁額「東求堂」は足利義政の筆、扁額「隔簾」は相国寺派5代管長大津櫪堂の筆である。
現在の東求堂は方丈の東側に建つが、当初はもう少し銀閣寄り、現在「向月台」と呼ぶ砂盛のあるあたりに建っていたと推測されている。

## 境内
- 方丈（本堂） - 寛永元年（1624年）再建。内部にある襖絵は与謝蕪村、池大雅が描いたもの。
- 宝処関 - 寛永年間（1624年 - 1644年）建立。
- 大玄関
- 庫裏 - 天保8年（1837年）再建。
- 書院 - 1993年（平成5年）11月建立。大広間の襖絵は富岡鉄斎が描いたものである。旧庫裏にあった茶室「集芳軒」を移築している。
- 土蔵
- 中庭庭園
- 観音殿（銀閣、国宝） - 長享3年（1489年）建立。解説は既出。
- 八幡社
- 東求堂（国宝） - 文明18年（1486年）建立。解説は既出。

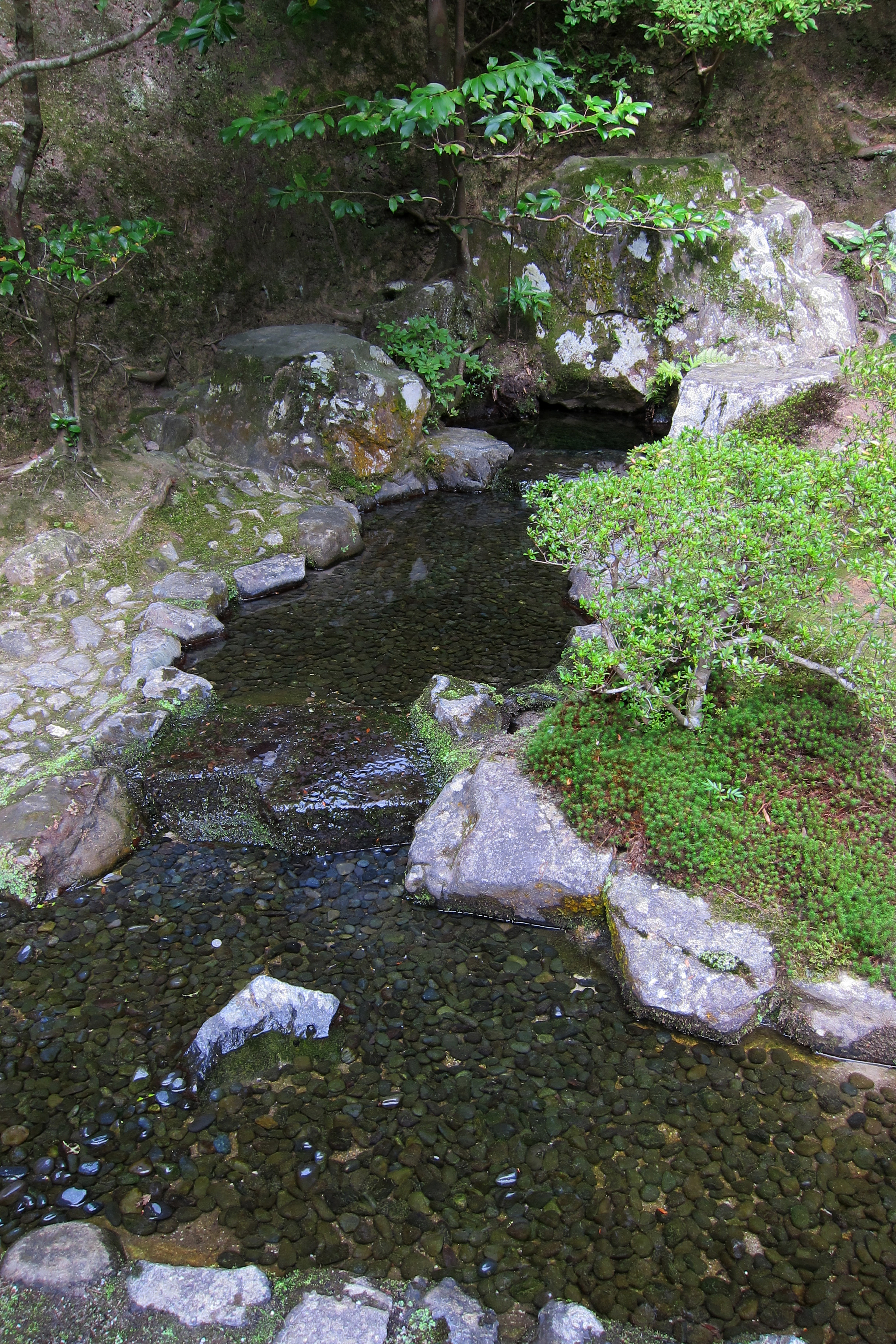
室町時代の創建当時の石組み、お茶の井

- 庭園（国の特別史跡・特別名勝） - 錦鏡池（きんきょうち）を中心とする池泉回遊式庭園。「苔寺」の通称で知られる西芳寺庭園（夢窓疎石作庭）を模して造られたとされるが、江戸時代に改修されており、創建当時の面影はかなり失われているといわれる。「銀沙灘」（ぎんしゃだん）、「向月台」と称される2つの砂盛りも、今のような形になったのは江戸時代後期とされている。1967年（昭和42年）7月9日、庭園の東山側の樹木が根こそぎ倒れ、しばらくの間、一部の拝観が中止となった[29]。1972年（昭和47年）7月12日、昭和47年7月豪雨により被害発生。東求堂の裏手の山が崩れ、庭園の半分以上が土砂で埋まる被害が生じた[30]。
  - 銀沙灘 - 白砂を段形に盛り上げ、平面に波紋を表現したもの。
  - 向月台 - 白砂を円錐台形に盛り上げたもの。
- 洗月泉
- 弄清亭（香席） - 1895年（明治28年）再建。襖絵は奥田元宋が描いたもの。
- 弁財天社
- お茶の井
- 枯山水庭園 - 1931年（昭和6年）に発掘されたもので、室町時代の面影を残すとされている。
- 漱蘚亭跡
- 集芳軒 - 1854年（嘉永7年）に庫裏に建てられた茶室。1993年（平成5年）に新築された書院に移築。
- 洗月亭 - 1934年（昭和9年）に庫裏宝物陳列室に連接して新築、北側に茶庭があり、北側外に扁額を掲げた円相床を有す茶室があった[31]。
- 中門 - 寛永年間（1624年 - 1644年）再建。
- 銀閣寺垣 - 総門から庭園を結ぶ入り口の道の両側の垣根は銀閣寺垣（ぎんかくじがき）と呼ばれている。
- 総門 - 寛政12年（1800年）再建。

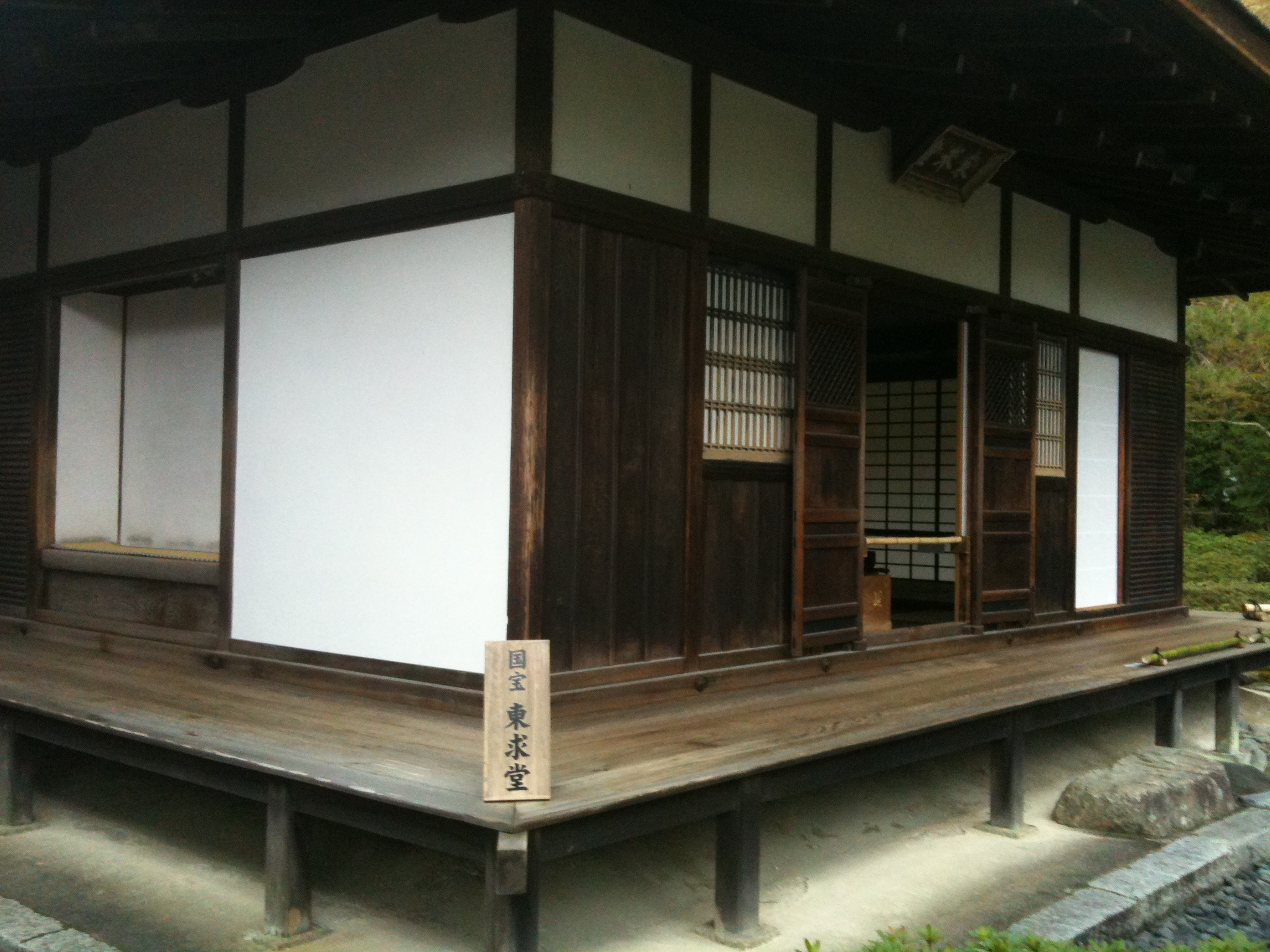
東求堂（南西から望む、左方に縁に面した「腰掛」が見える）
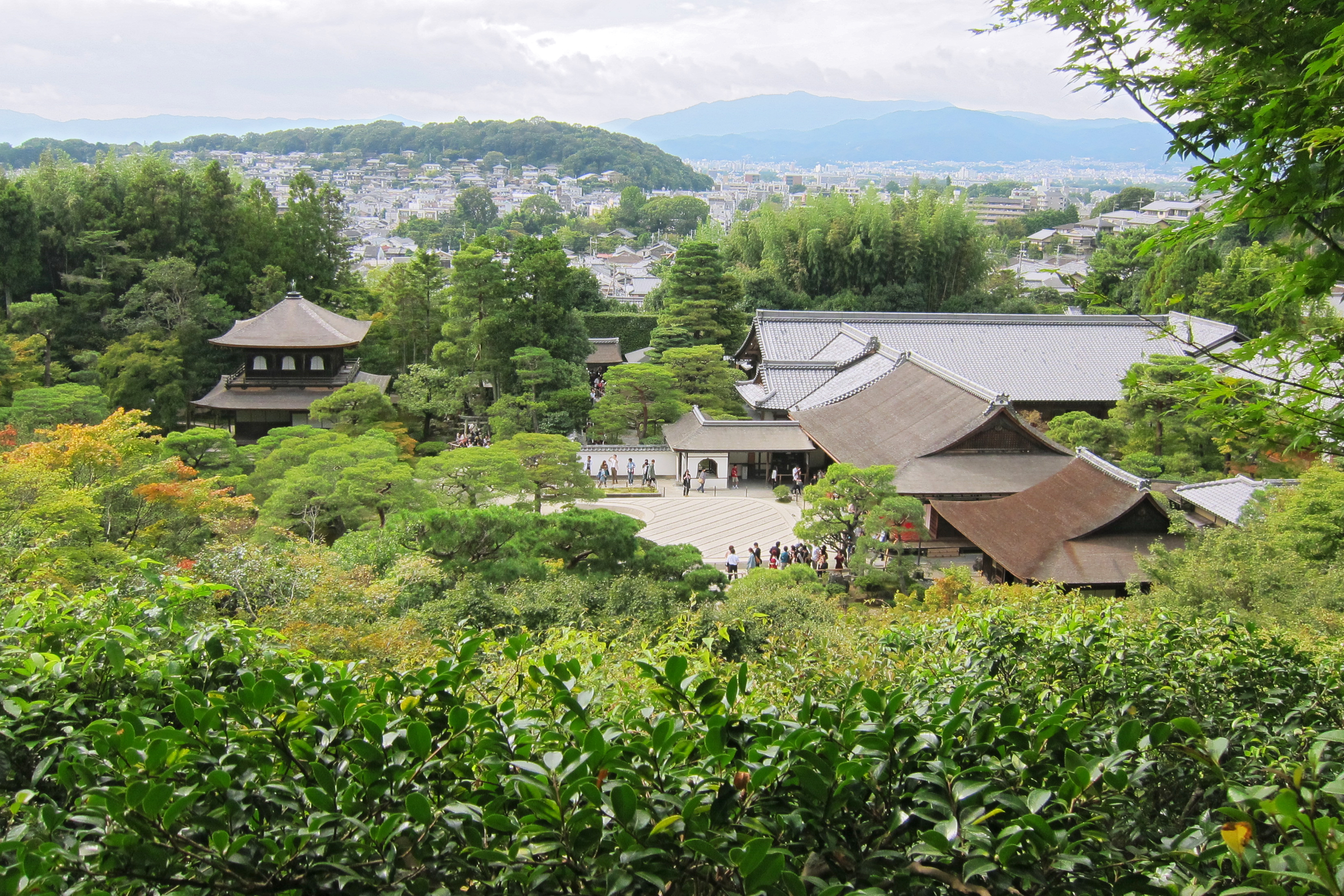
慈照寺境内 左は銀閣、右方は手前から東求堂、方丈、庫裏
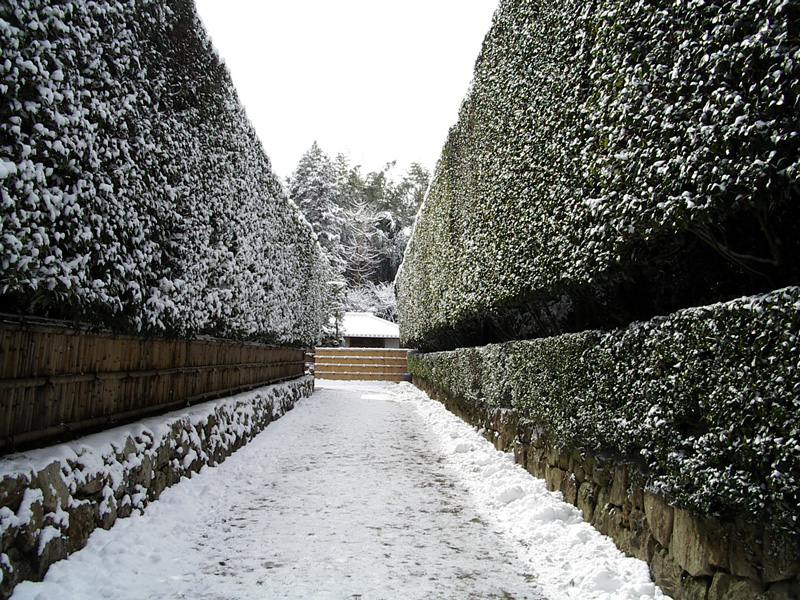
銀閣寺垣
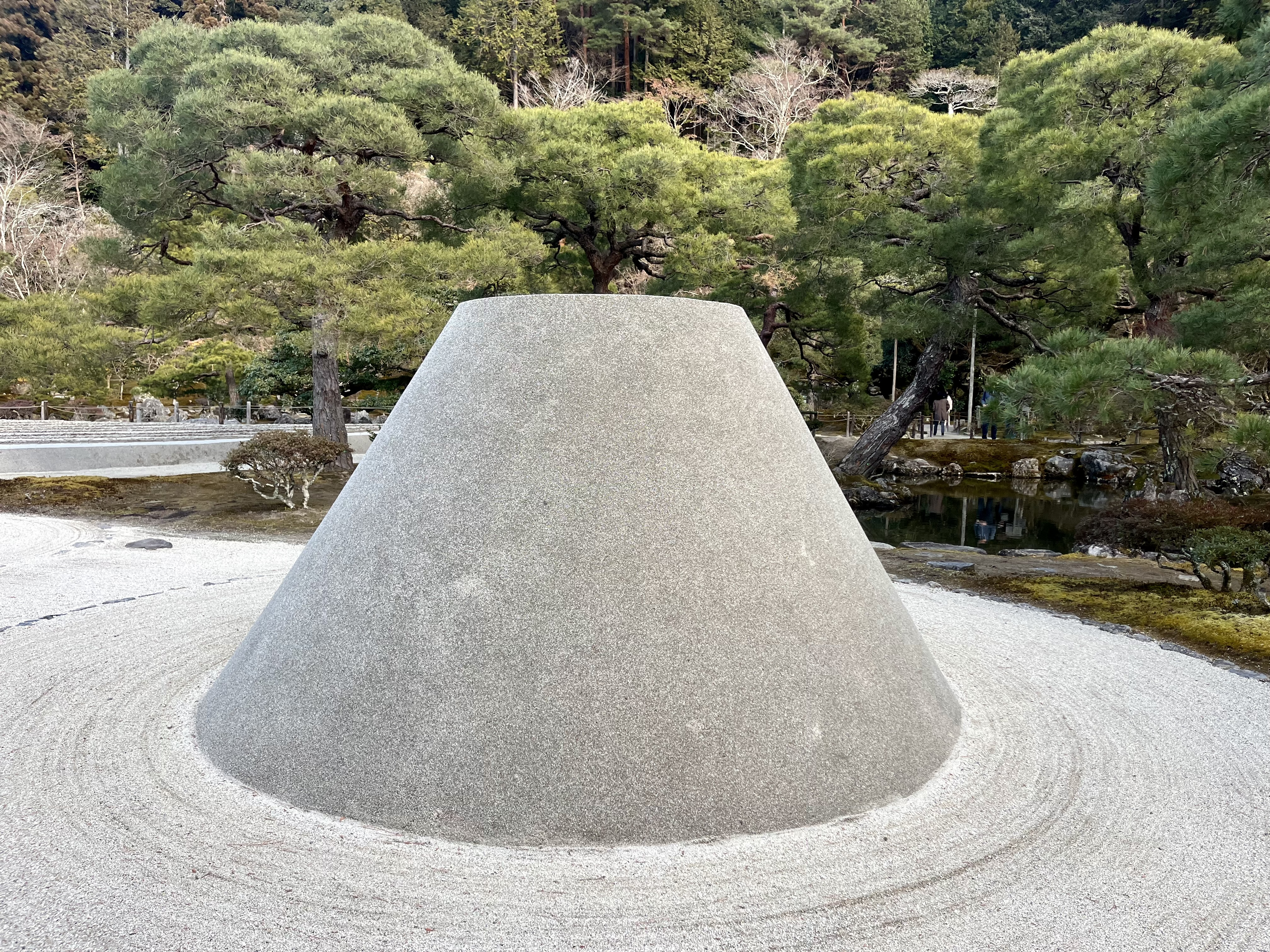
向月台
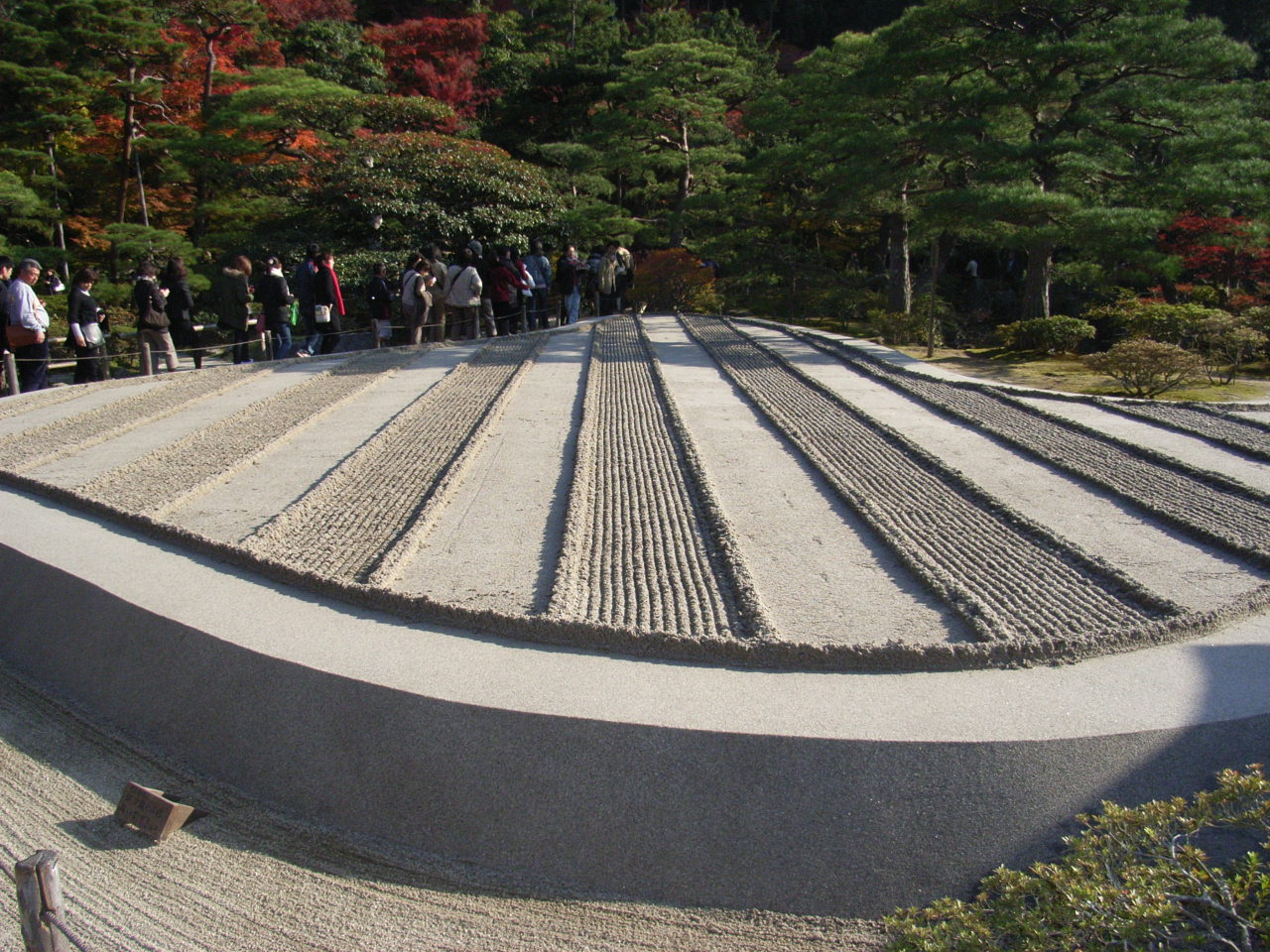
銀沙灘
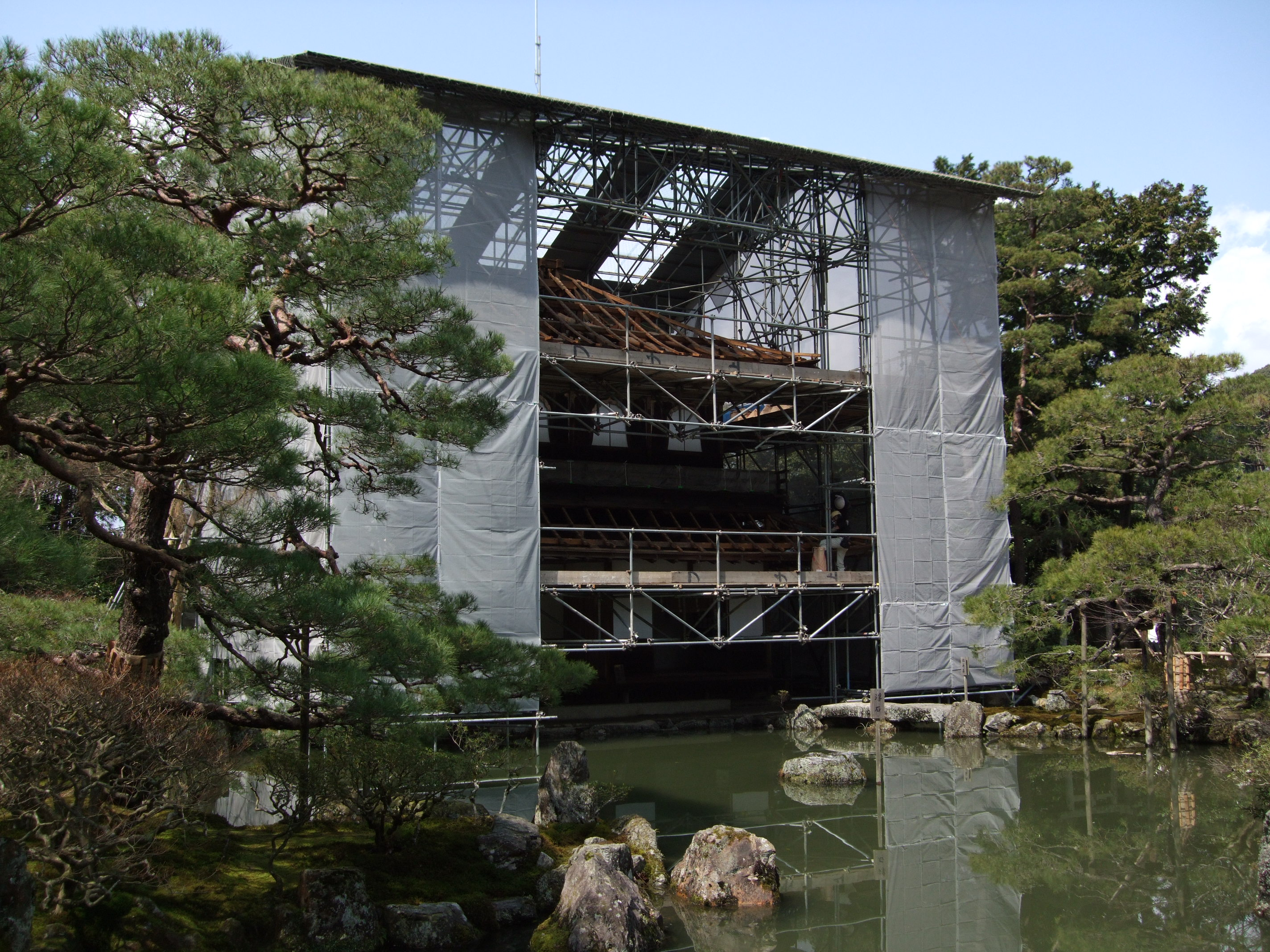
修復中の銀閣 （2008年3月24日撮影）
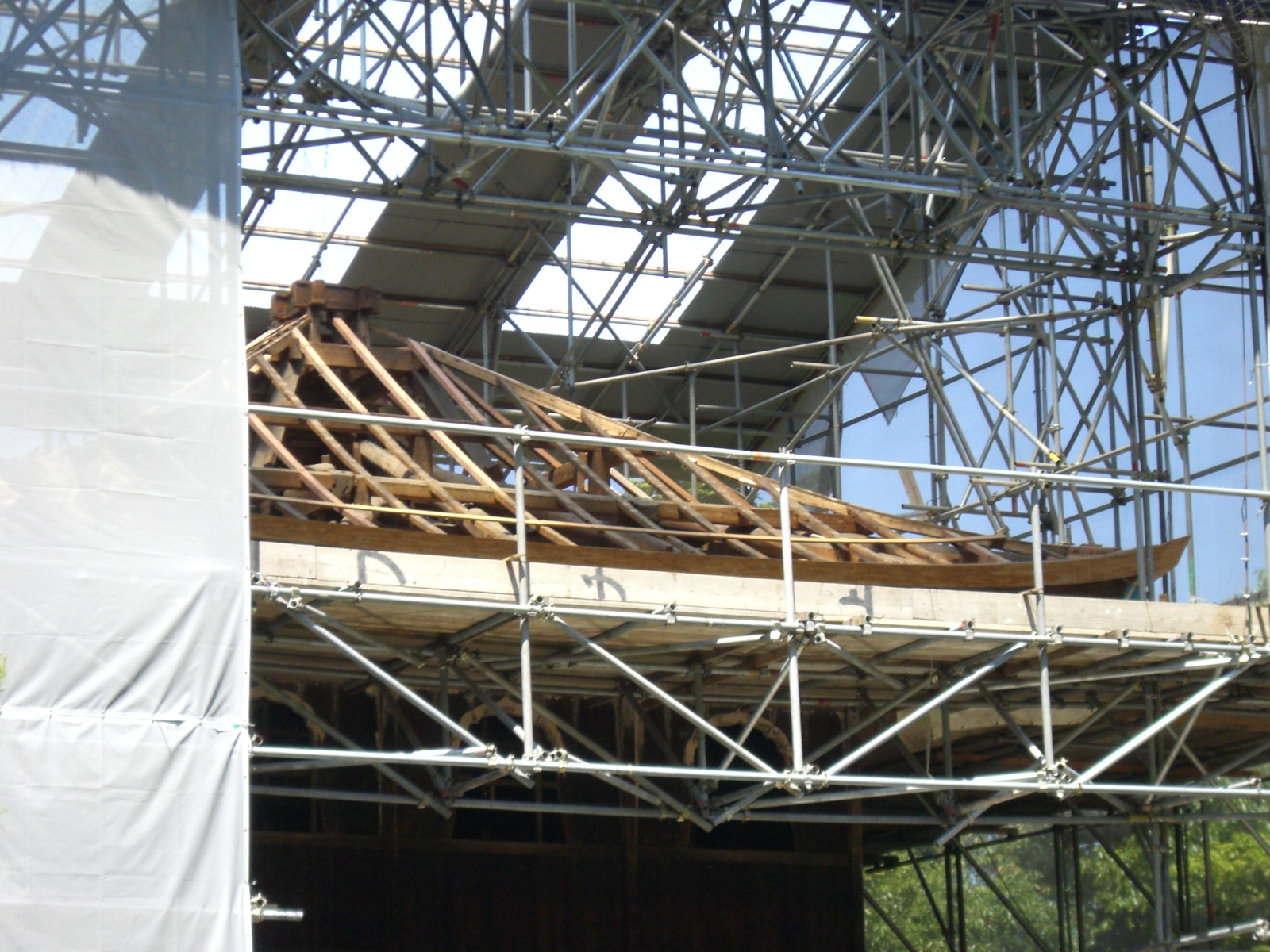
修復中の銀閣の屋根 （2008年5月15日撮影）

## 文化財

### 国宝
- 慈照寺銀閣
- 慈照寺東求堂（附：棟札）

### 重要文化財
- 絹本著色春屋妙葩像

### 国の特別史跡・特別名勝
- 慈照寺（銀閣寺）庭園

### 国の史跡
- 慈照寺（銀閣寺）旧境内 - 特別史跡・特別名勝の「慈照寺（銀閣寺）庭園」とは別件で史跡に指定されている。指定範囲は「慈照寺（銀閣寺）庭園」より広く、北側にある浄土院の境内も指定対象に含まれている[32]。

## 前後の札所
神仏霊場巡拝の道
108 曼殊院　-　109 慈照寺　-　110 吉田神社

## 交通・拝観料
- 所在地 - 京都市左京区銀閣寺町
- 交通 - 「銀閣寺前」（京都市営バス32・急行100号系統）下車徒歩6分、「銀閣寺道」（京都市営バス5・17・32・急行100・急行102・203・204号系統、京都バス18・51・56系統、京阪バス56・56A系統）下車徒歩10分。
- 拝観料 - 大人・高校生500円、中学・小学生300円。（観音殿内部は拝観できない）

## 「銀閣」と「銀閣寺」
前述の通り、観音殿を「銀閣」と称するほか、寺院全体の通称は「銀閣寺」として知られている。一方、入学試験で当寺が正答となる問題が出題された際に「銀閣寺」と解答すると、誤答とされた事例があった。
1977年（昭和52年）3月に実施された北海道公立高校入学試験（北海道教育委員会作成）においては、「銀閣」「慈照寺」は正答とされた（ひらがな表記を含む）が、「銀閣寺」は誤答だった。この設問についての出題者の見解は、「銀閣は、慈照寺という寺のいくつかの建物の一つで、教科書でも銀閣寺とは記述されていない。『銀閣』または『銀閣（慈照寺）』と示されている」としている。なお、当寺の近隣には「銀閣寺前」「銀閣寺道」を称する電停（当時）やバス停があるほか、修学旅行などのガイドも銀閣寺と呼称していたことを挙げて「入試問題の落とし穴」とした報道もあった。なお、2002年（平成14年）に実施された横浜中学校の入学試験における選択肢では「慈照寺銀閣」と記述されている。
なお同じ相国寺の塔頭として京都市上京区烏丸通今出川東入上るに「慈照院」がある。慈照寺と慈照院はどちらも足利義政にゆかりがあるが、別の寺院である。

## 銀閣寺山国有林
背後の銀閣寺山に銀閣寺山国有林（面積23.89ha）がある。銀閣寺山国有林は森林法の土砂流出防備保安林である。また、銀閣寺山国有林は都市計画法の風致地区、古都保存法の歴史的風土特別保存地区、鳥獣保護法の鳥獣保護区となっている。
この林は慈照寺（銀閣寺）庭園の背景林であり、慈照寺（銀閣寺）の旧寺領だったが、明治時代の社寺上知令により国有林に編入された。なお、銀閣寺山（銀閣寺山国有林）は五山送り火の大文字山（大文字保存会共有林）に隣接する。

## 周囲の名所
- 哲学の道
- 法然院